# Bezirk Urfahr-Umgebung

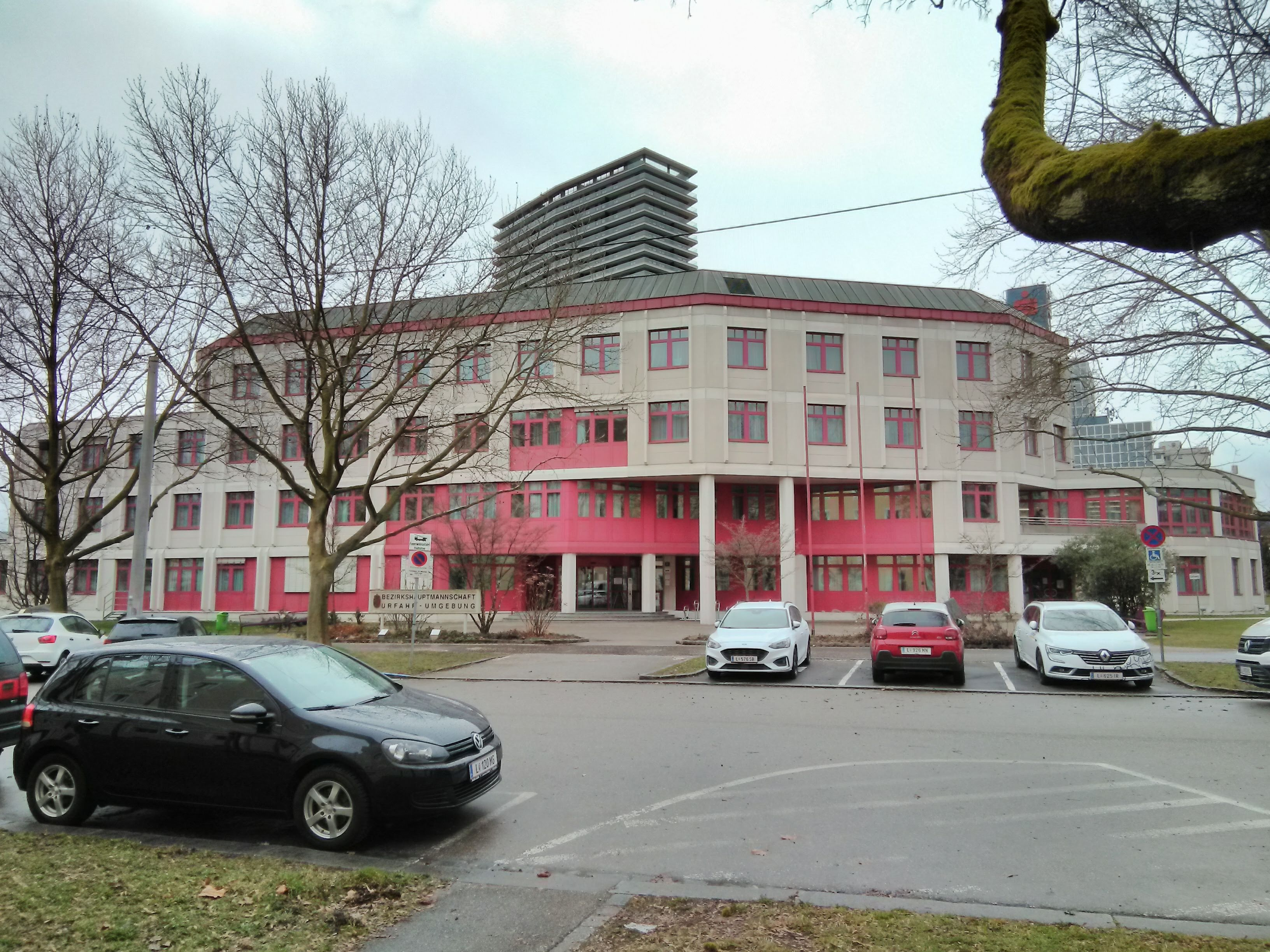
Bezirkshauptmannschaft Urfahr-Umgebung

Der Bezirk Urfahr-Umgebung ist ein politischer Bezirk des Landes Oberösterreich.
Er erstreckt sich nördlich von Linz bis an die tschechische Grenze und gehört gemäß der Einteilung der Viertel in das Mühlviertel. Sitz der Bezirkshauptmannschaft ist Linz-Urfahr, ein nördlich der Donau gelegener Stadtteil von Linz. Somit ist Urfahr-Umgebung einer der wenigen Bezirke Österreichs, die nicht direkt nach dem Sitz der Bezirkshauptmannschaft bzw. Statutarstadt benannt sind.

## Geschichte
Der Bezirk Urfahr wurde 1903 durch Gebietsabtrennungen vom Bezirk Freistadt (Bezirksgerichtssprengel Leonfelden) und vom Bezirk Linz-Land (Bezirksgerichtssprengel Ottensheim und Urfahr) gebildet. Damals war Urfahr noch eine selbständige Stadt, 1919 jedoch wurde Urfahr nach Linz eingemeindet. Der Bezirk, der damit seinen Hauptort verloren hatte, wurde in Urfahr-Umgebung umbenannt. 1938 wurde der Bezirk wieder aufgelöst und den Bezirkshauptmannschaften Freistadt und Linz-Land angegliedert. Ab 1945 war die Verwaltung wieder in Urfahr, Neugasse 7, eingerichtet, der Bezirksgerichtssprengel Leonfelden verblieb jedoch beim Bezirk Freistadt. 1960 verfügte die oberösterreichische Landesregierung die Wiedererrichtung des Bezirks Urfahr-Umgebung mit allen 27 Gemeinden, die auch derzeit Teil des Bezirks sind.
Am 1. Jänner 1958 wurde das Bezirksgericht Ottensheim aufgelöst und die Gemeinden dem BG Urfahr zugeteilt.
Mit 1. Jänner 2013 wurde das Bezirksgericht Leonfelden aufgelöst und die Gemeinden auf die Sprengel der Bezirksgerichte Freistadt und Rohrbach aufgeteilt. Seitdem besteht im Bezirk kein Bezirksgericht mehr und für den Bezirk sind drei Bezirksgerichte zuständig, deren Sitze sich in drei verschiedenen politischen Bezirken befinden.
Heute zählt der früher fast ausschließlich landwirtschaftlich dominierte Bezirk Urfahr-Umgebung aufgrund der begehrten Wohnlage im Nahebereich der Landeshauptstadt Linz zu den am schnellsten wachsenden Bezirken Österreichs. Es gibt fast keine Industrie, die Mehrzahl der Einwohner pendelt nach Linz.
Mit 1. Jänner 2018 wurde die Gemeinde Schönegg (Bezirk Rohrbach) Teil der Gemeinde Vorderweißenbach, das ehemalige Gemeindegebiet wurde damit Teil des Bezirks Urfahr-Umgebung.

## Angehörige Gemeinden

Gemeinden des Bezirks Urfahr-Umgebung

Der Bezirk Urfahr-Umgebung umfasst 27 Gemeinden, darunter drei Städte und 13 Marktgemeinden.
Die Einwohnerzahlen stammen vom 1. Jänner 2025.
| Gemeinde                    | Lage | Ew    | km²   | Ew / km² | Gerichtsbezirk | Region | Typ             | Foto | Metadaten         |
| --------------------------- | ---- | ----- | ----- | -------- | -------------- | ------ | --------------- | ---- | ----------------- |
| Alberndorf in der Riedmark  |      | 4.214 | 40,44 | 104      | Urfahr         |        | Gemeinde        | ja   | Gem.Kennz.: 41601 |
| Altenberg bei Linz          |      | 4.835 | 36,21 | 134      | Urfahr         |        | Markt- gemeinde | nein | Gem.Kennz.: 41602 |
| Bad Leonfelden              |      | 4.434 | 40,33 | 110      | Freistadt      |        | Stadt- gemeinde | ja   | Gem.Kennz.: 41603 |
| Eidenberg                   |      | 2.141 | 29,27 | 73       | Urfahr         |        | Gemeinde        | nein | Gem.Kennz.: 41604 |
| Engerwitzdorf               |      | 9.099 | 41,08 | 221      | Urfahr         |        | Gemeinde        | ja   | Gem.Kennz.: 41605 |
| Feldkirchen an der Donau    |      | 5.580 | 39,35 | 142      | Urfahr         |        | Markt- gemeinde | nein | Gem.Kennz.: 41606 |
| Gallneukirchen              |      | 6.747 | 5,18  | 1302     | Urfahr         |        | Stadt- gemeinde | ja   | Gem.Kennz.: 41607 |
| Goldwörth                   |      | 750   | 10,83 | 69       | Urfahr         |        | Gemeinde        | nein | Gem.Kennz.: 41608 |
| Gramastetten                |      | 5.137 | 40,20 | 128      | Urfahr         |        | Markt- gemeinde | nein | Gem.Kennz.: 41609 |
| Haibach im Mühlkreis        |      | 973   | 14,49 | 67       | Freistadt      |        | Gemeinde        | nein | Gem.Kennz.: 41610 |
| Hellmonsödt                 |      | 2.428 | 18,07 | 134      | Urfahr         |        | Markt- gemeinde | ja   | Gem.Kennz.: 41611 |
| Herzogsdorf                 |      | 2.741 | 35,39 | 77       | Urfahr         |        | Markt- gemeinde | nein | Gem.Kennz.: 41612 |
| Kirchschlag bei Linz        |      | 2.247 | 16,78 | 134      | Urfahr         |        | Gemeinde        | ja   | Gem.Kennz.: 41613 |
| Lichtenberg                 |      | 2.904 | 18,49 | 157      | Urfahr         |        | Gemeinde        | nein | Gem.Kennz.: 41614 |
| Oberneukirchen              |      | 3.254 | 34,56 | 94       | Rohrbach       |        | Markt- gemeinde | nein | Gem.Kennz.: 41615 |
| Ottenschlag im Mühlkreis    |      | 588   | 13,18 | 45       | Freistadt      |        | Gemeinde        | nein | Gem.Kennz.: 41616 |
| Ottensheim                  |      | 4.748 | 11,82 | 402      | Urfahr         |        | Markt- gemeinde | nein | Gem.Kennz.: 41617 |
| Puchenau                    |      | 4.695 | 8,19  | 574      | Urfahr         |        | Gemeinde        | ja   | Gem.Kennz.: 41618 |
| Reichenau im Mühlkreis      |      | 1.355 | 9,54  | 142      | Freistadt      |        | Markt- gemeinde | nein | Gem.Kennz.: 41619 |
| Reichenthal                 |      | 1.553 | 18,85 | 82       | Freistadt      |        | Markt- gemeinde | ja   | Gem.Kennz.: 41620 |
| Sankt Gotthard im Mühlkreis |      | 1.321 | 11,99 | 110      | Urfahr         |        | Gemeinde        | ja   | Gem.Kennz.: 41621 |
| Schenkenfelden              |      | 1.619 | 25,66 | 63       | Freistadt      |        | Markt- gemeinde | ja   | Gem.Kennz.: 41622 |
| Sonnberg im Mühlkreis       |      | 1.115 | 12,56 | 89       | Urfahr         |        | Gemeinde        | nein | Gem.Kennz.: 41623 |
| Steyregg                    |      | 5.005 | 33,08 | 151      | Urfahr         |        | Stadt- gemeinde | ja   | Gem.Kennz.: 41624 |
| Vorderweißenbach            |      | 2.758 | 63,47 | 43       | Rohrbach       |        | Markt- gemeinde | ja   | Gem.Kennz.: 41628 |
| Walding                     |      | 4.290 | 15,32 | 280      | Urfahr         |        | Markt- gemeinde | ja   | Gem.Kennz.: 41626 |
| Zwettl an der Rodl          |      | 1.807 | 15,36 | 118      | Freistadt      |        | Markt- gemeinde | nein | Gem.Kennz.: 41627 |

## Mittelpunkt
Der Flächenschwerpunkt des Bezirkes Urfahr-Umgebung liegt in der Katastralgemeinde Kirchschlag, Gemeinde Kirchschlag (⊙).

## Bevölkerungsentwicklung
Daten ohne die ehemalige Gemeinde Schönegg (= Gebietsstand 2017).